# 1954年の政治
1954年の政治（1954ねんのせいじ）では、1954年（昭和29年）の政治分野に関する出来事について記述する。

## できごと

### 1月
- 1月7日
  - アイゼンハワー米大統領、「沖縄の米軍基地を無期限保有」と声明。
  - 造船疑獄に関して、吉田二郎山下汽船専務取締役らを逮捕。
- 1月15日
  - 憲法擁護国民連合結成。議長に片山哲元首相を選出。
  - 横田愛三郎山下汽船社長ら逮捕。
- 1月25日 - 米英仏ソ四カ国外相会議開催。

### 2月
- 2月1日 - 衆議院行政監査委員会（塚原俊郎委員長）、保全経済会事件に関して平野力三、早稲田柳右衛門両衆議院議員、松本信次法政大学教授を証人喚問。平野、佐藤栄作、池田勇人、広川弘禅らが現金授受と「爆弾証言」。
- 2月2日 - 広川弘禅、証人喚問。平野証言を否定。
- 2月8日 - 衆院行政監査委員会理事会、左右社会党は佐藤栄作、池田勇人両名の証人喚問を要求。塚原委員長（自由党）は拒否。
- 2月19日 - 造船疑獄について、森脇将光が衆議院決算委員会（田中彰治委員長）で証言する。「森脇メモ」が話題となる。
- 2月23日 - 衆議院本会議、造船疑獄容疑の有田二郎衆議院議員への逮捕請求を許諾する。

### 3月
- 3月1日 - 第五福竜丸事件。

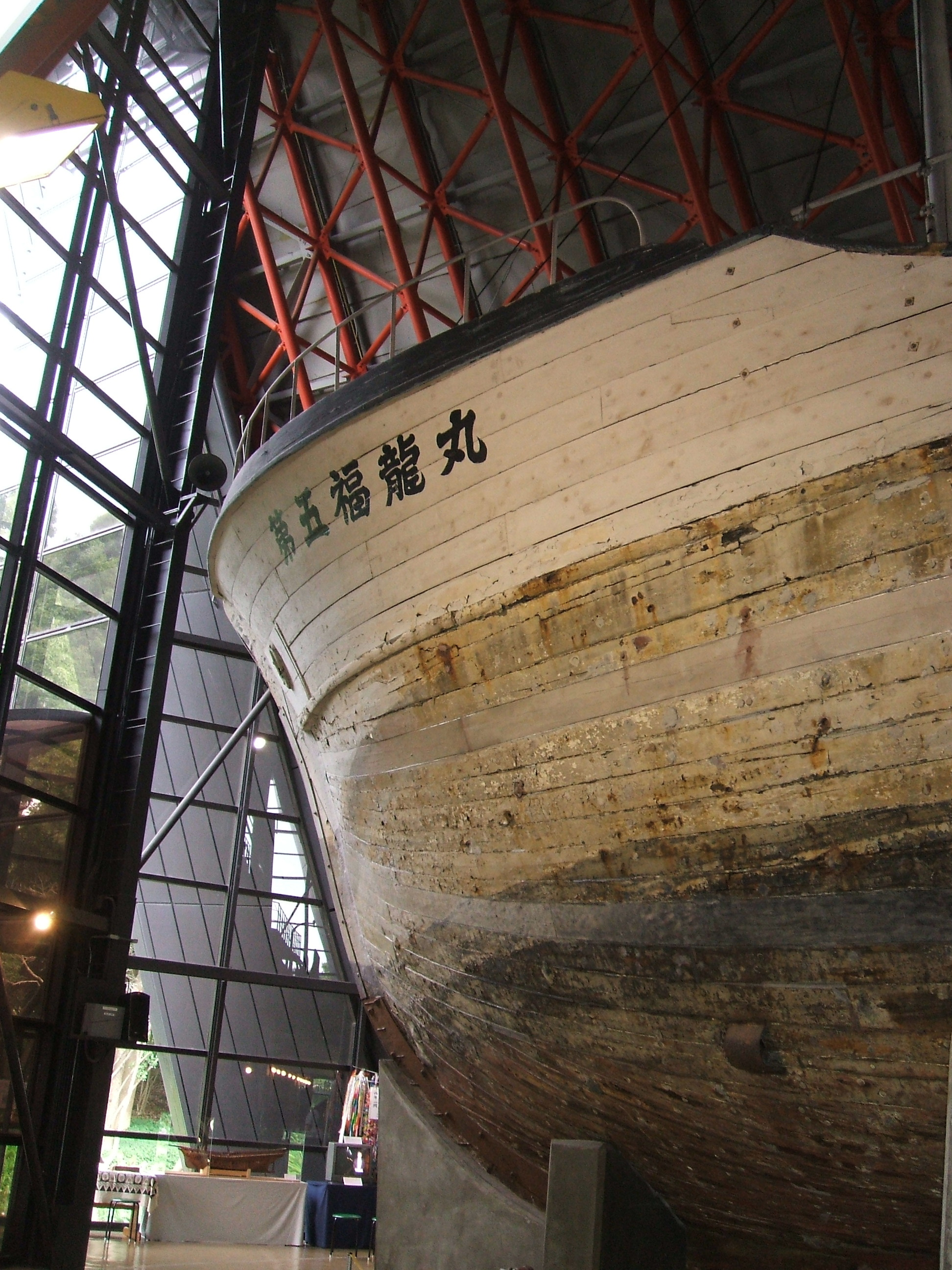
第五福竜丸の船首

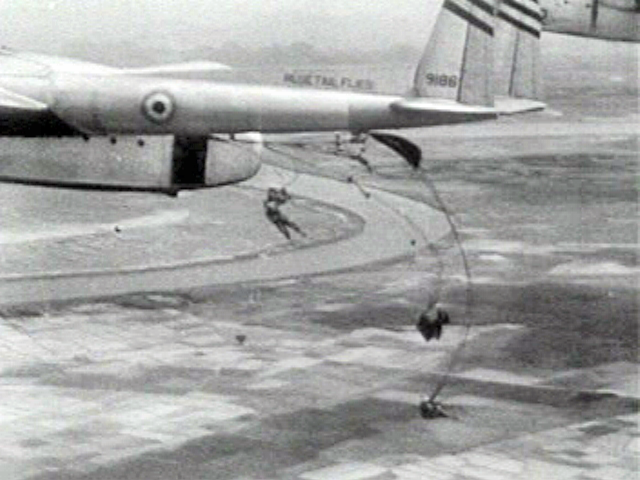
ディエンビエンフーに降下するフランス軍落下傘兵

- 3月13日 - ベトナム民主共和国人民軍（ベトミン）、ディエンビエンフーのフランス軍要塞を攻撃（ディエンビエンフーの戦い）開始。
- 3月14日 - 第五福竜丸、静岡県焼津港に帰還。
- 3月30日 - 改進党議員総会で重光葵総裁、緒方竹虎の保守合同構想を批判。
- 3月31日 - 全国で35市が誕生（市制ブーム）。この年、昭和の大合併が進む。

### 4月
- 4月12日 - 佐藤栄作自由党幹事長、松村謙三改進党幹事長と会談。自由・改進両党の解党・保守合同を提案。「政局の安定は現下爛頭の急務」から始まる自由党声明（緒方竹虎執筆）を発表。
- 4月19日 - 検察庁首脳が会議を開き、造船疑獄容疑の佐藤栄作自由党幹事長への逮捕請求を決定。
- 4月21日 - 犬養健法務大臣、佐藤幹事長への逮捕請求に対して検察庁法第14条に基づき指揮権を発動し、逮捕を拒否。
- 4月22日 - 犬養法相、指揮権発動の責任を取り辞任。後任は加藤鐐五郎。

### 5月
- 5月7日 - ベトナム人民軍、ディエンビエンフー占領。
- 5月9日 - 原水爆禁止署名運動杉並協議会結成。原水禁運動の発端とされる。
- 5月13日 - 改進党議員総会。吉田首相の引退を前提とし保守新党に同調する方針を決定。その後、自由、改進、日本自由党の新党交渉委員会が設置される。

### 6月
- 6月2日 - 参議院、「自衛隊の海外出動を為さざることに関する決議」を全会一致で可決。
- 6月3日 - 国会の会期延長問題を巡り、衆議院本会議が大混乱。堤康次郎衆議院議長、警官隊を導入する。
- 6月4日 - 社会党左右両派は、共同声明で会期延長の無効を声明。
- 6月5日 - 衆議院、10日間の会期延長を議決。両派社会党、日本自由党、労農党、共産党は欠席。
- 6月18日 - フランス首相にピエール・マンデス＝フランスが就任する。
- 6月19日 - 加藤法相辞任、無任所の国務大臣に転出。法相の後任には小原直。
- 6月23日 - 自由党、新党交渉委員会の打ち切りを宣言し、分裂。

### 7月
- 7月1日
  - 防衛庁設置（初代長官は木村篤太郎保安庁長官）。陸海空自衛隊が発足する。
  - 新警察法施行。警察庁、都道府県警察発足。
- 7月3日 - 新党促進協議会（反吉田内閣）設立。会長に金光庸夫、事務局長に岸信介。
- 7月20日 - 西ドイツ連邦憲法擁護庁 (BfV) 長官オットー・ヨーンが西ベルリンから失踪（ヨーン事件）。
- 7月21日 - 第一次インドシナ戦争休戦協定（ジュネーヴ協定）調印。
- 7月26日 - 自由党幹事長に池田勇人、総務会長に大野伴睦。

### 8月
- 8月10日 - 吉田茂首相（自由党総裁）、自由党全国支部長会議で指揮権発動の正当性と政党の会計が不十分なのは当然と「暴走演説」。
- 8月11日 - 衆議院決算委員会で野党側、小原法相に対して吉田首相の「暴走演説」を追及。

### 9月

SEATO加盟国

- 9月1日 - 岸信介、石橋湛山、芦田均ら新党協議会首脳、11月の臨時国会までの新党結成方針を決定。
- 9月8日 - 東南アジア条約機構（SEATO）結成。
- 9月14日 - 吉田首相、林屋亀次郎の斡旋で箱根で芦田均元首相と会談。会談後、芦田は吉田首相が外遊後に退陣する意向であると談話を発表。新党協議会は動揺。
- 9月19日 - 東京音羽の鳩山邸で鳩山一郎、三木武吉、重光葵、岸信介、石橋湛山、松村謙三らが集まり、反吉田新党結成を申し合わせ。
- 9月21日 - 新党促進協議会、新党準備会に変わる。
- 9月26日
  - 吉田首相、カナダ、フランス、西ドイツ、イタリア、バチカン、イギリス、アメリカの欧米七カ国歴訪に出発。
  - 青函連絡船洞爺丸遭難。

### 10月
- 10月11日 - 保守新党結成準備会が政策大綱を発表する。
- 10月20日 - 新党拡大大会。自由党系と反吉田系が激突。自由党吉田派、緒方派は新党運動から離脱。

### 11月
- 11月1日 - 新党準備会、委員長に鳩山一郎を選出。
- 11月5日 - 鳩山、石橋、芦田、重光、松村、三木が協議。
- 11月9日 - 吉田・アイゼンハワー会談。
- 11月10日 - 第20臨時国会召集（12月9日閉会）。
- 11月15日 - 新党創立委員会結成。
- 11月17日 - 吉田首相、欧米七カ国歴訪から帰国。
- 11月22日 - 鳩山、安藤正純、岸信介ら国会議員35名が自由党を離党。
- 11月24日 - 日本民主党結成。総裁に鳩山一郎。衆議院議員121名、参議院議員18名。
- 11月28日 - 自由党両院議員総会。吉田茂首相は臨時国会後総裁を辞任、緒方竹虎を後任に決定。

### 12月
- 12月2日 - 米華相互防衛条約調印。
- 12月7日
  - 野党三派、吉田内閣不信任案を提出。
  - 第5次吉田内閣総辞職。

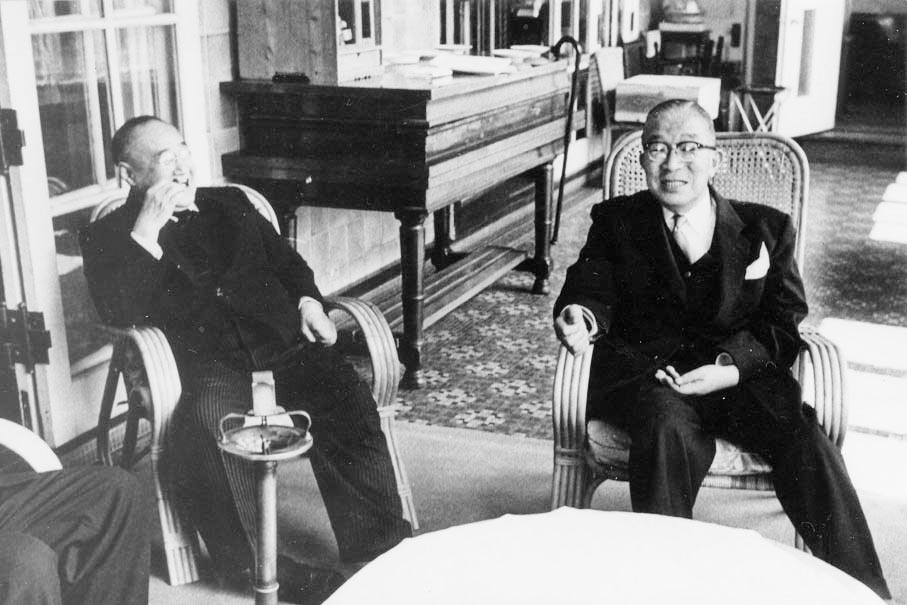
吉田茂（左）と鳩山一郎（1952〜54年頃）

- 12月9日 - 首班指名選挙。鳩山一郎が首相に指名される。
- 12月10日
  - 第1次鳩山内閣成立。
  - 第21国会召集（1955年1月24日解散）。
- 12月22日 - 政府、日本国憲法9条について自衛権の保有と、自衛隊の合憲、自衛隊は戦力なき軍隊であるとの統一解釈を発表。